# Guerra polacco-moscovita

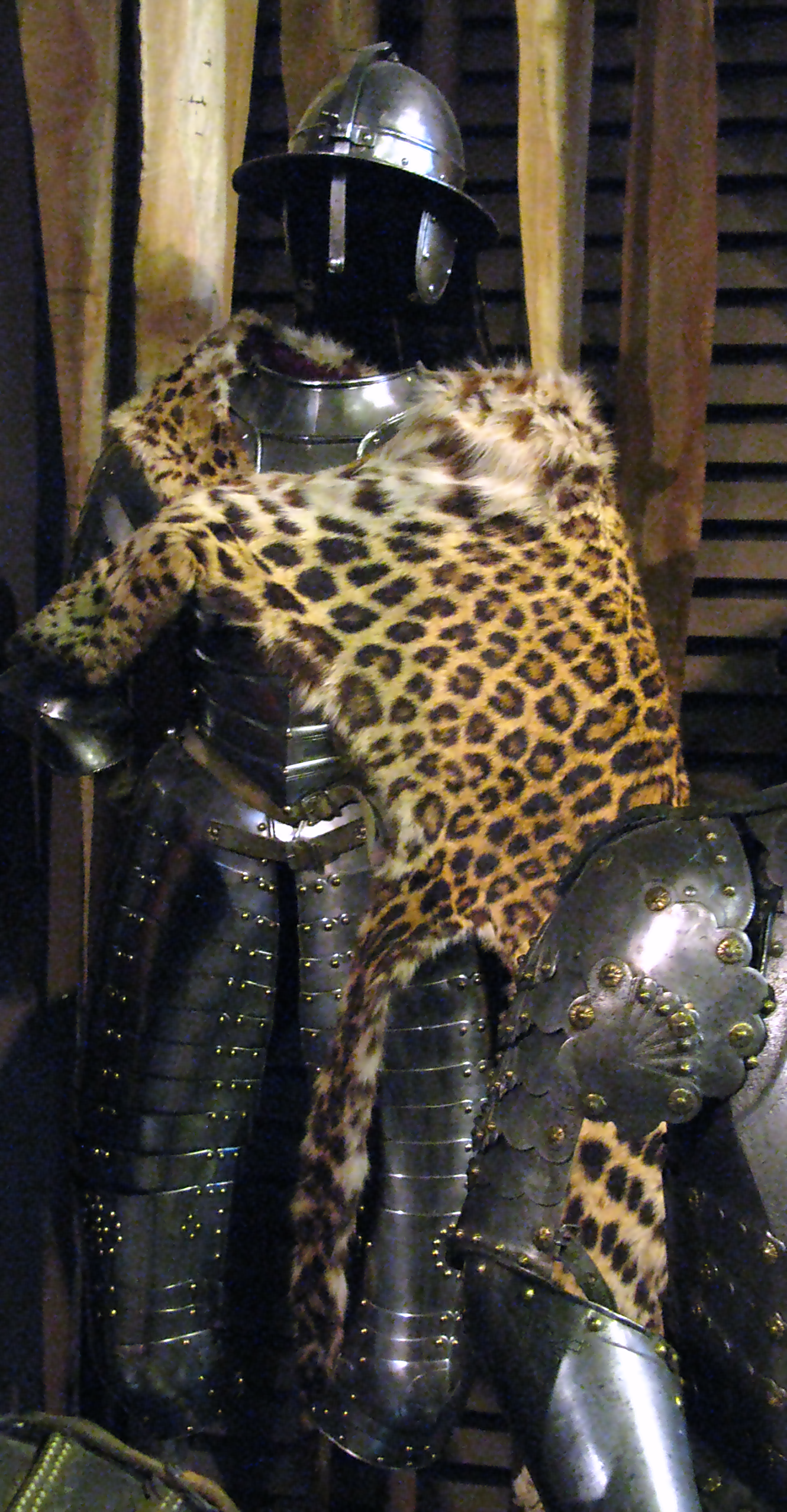
Armatura di cavalleria polacca XVI/XVII secolo

La guerra polacco-russa (1605-1618) ebbe luogo nei primi anni del XVII secolo con una sequenza di conflitti militari ed invasioni verso oriente delle forze armate della Confederazione Polacco-Lituana o di eserciti privati di mercenari capitanati da nobili dell'aristocrazia polacca, nel periodo in cui il Regno russo fu tormentato da una serie di guerre civili, il cosiddetto periodo dei torbidi.

## Storia
Le guerre furono scatenate dalla crisi dinastica russa e generarono caos all'interno della nazione. Le parti contendenti ed i loro scopi cambiarono molte volte durante il conflitto e la Confederazione Polacco-Lituana non fu realmente in guerra con la Russia fino al 1609, mentre diverse fazioni russe lottavano fra di loro, alleate con la Confederazione ed altre nazioni. L'Impero svedese partecipò al conflitto, alleandosi alcune volte con la Russia ed altre volte combattendovi contro. Gli scopi delle varie fazioni cambiarono frequentemente, così come la consistenza degli scopi di volta in volta alla base dei conflitti. Essi andavano da piccole acquisizioni di territorio di confine imposti dal re di Polonia alla rivendicazione di questi alla costituzione di un unico regno fra la Confederazione e la Russia.
La guerra può essere suddivisa in quattro diversi momenti. Nel primo, una parte della nobiltà polacca incoraggiata dai boiardi russi ma senza l'approvazione del re di Polonia Sigismondo III Vasa tentò di approfittare della debolezza della Russia intervenendo nella guerra civile sostenendo gli impostori, Falso Dimitri I e Falso Dimitri II, contro gli zar Boris Godunov e Vasilij Šujskij. Il primo intervento polacco ebbe inizio nel 1605 e terminò nel 1606 con la morte del falso Dimitri I. Il secondo iniziò nel 1607 ed ebbe termine nel 1609 quando lo zar Vasili si alleò militarmente con la Svezia. In risposta a questa alleanza, il re polacco Sigismondo III decise di intervenire ufficialmente dichiarando guerra alla Russia allo scopo di ottenere concessioni territoriali.
Dopo le prime vittorie della Confederazione nella Battaglia di Klušino, che si concluse con l'entrata a Mosca delle forze polacche nel 1610, il figlio di Sigismondo, principe Ladislao, venne eletto zar per un breve periodo. Comunque, subito dopo, Sigismondo decise di installarsi sul trono di Russia. Questa decisione gli alienò il sostegno dei boiardi che erano disposti ad accettare il moderato Ladislao ma non il pro-cattolico ed anti-ortodosso Sigismondo.
Susseguentemente la fazione russa a favore dei polacchi svanì e la guerra riprese nel 1611, con la cacciata dei polacchi da Mosca e con la presa dell'importante città di Smolensk, dopo un lungo assedio. Comunque, a seguito di disordini occorsi sia nella Confederazione che in Russia, ebbero luogo azioni militari di modesta portata fra il 1612 ed il 1617, quando Sigismondo fece un ultimo ed infruttuoso tentativo di conquistare la Russia. La guerra ebbe definitivo termine nel 1618 con la Pace di Deulino, che garantì alla Confederazione alcune concessioni territoriali, ma non il controllo sulla Russia.